# Attila Fiola
Attila Fiola (Szekszárd, 17 de fevereiro de 1990) é um futebolista profissional húngaro que atua como defensor, atualmente defende o Puskás Akadémia FC.

## Carreira
Attila Fiola fez parte do elenco da Seleção Húngara de Futebol da Eurocopa de 2016.